# Formazione ideale di tutti i tempi della AFL
La formazione ideale della storia della American Football League, in inglese American Football League All-Time Team, fu scelta il 14 gennaio 1970. La prima e la seconda squadra sono state scelte da una commissione di votanti per la Hall of Fame della AFL. Dal momento che la prima formazione incluse due fullback, piuttosto che un halfback e un fullback, Cookie Gilchrist, un fullback fu scelto come running back del second-team.

## Attacco
| Ruolo         | Prima squadra                      | Hall of Fame? | Seconda squadra                                                     | Hall of Fame? |
| ------------- | ---------------------------------- | ------------- | ------------------------------------------------------------------- | ------------- |
| Quarterback   | Joe Namath (New York Jets)         | Sì            | Len Dawson (Kansas City Chiefs)                                     | Sì            |
| Running back  | Paul Lowe (San Diego Chargers)     | No            | Abner Haynes (Dallas Texans/Kansas City Chiefs, Denver Broncos)     | No            |
| Running back  | Clem Daniels (Oakland Raiders)     | No            | Cookie Gilchrist (Buffalo Bills, Denver Broncos, Miami Dolphins)    | No            |
| Wide receiver | Lance Alworth (San Diego Chargers) | Sì            | Charlie Hennigan (Houston Oilers)                                   | No            |
| Wide receiver | Don Maynard (New York Jets)        | Sì            | Art Powell (New York Titans, Oakland Raiders, Buffalo Bills)        | No            |
| Tight end     | Fred Arbanas (Kansas City Chiefs)  | No            | Dave Kocourek (San Diego Chargers, Miami Dolphins, Oakland Raiders) | No            |
| Tackle        | Ron Mix (San Diego Chargers)       | Sì            | Winston Hill (New York Jets)                                        | No            |
| Tackle        | Jim Tyrer (Kansas City Chiefs)     | No            | Stew Barber (Buffalo Bills)                                         | No            |
| Guardia       | Billy Shaw (Buffalo Bills)         | Sì            | Walt Sweeney (San Diego Chargers)                                   | No            |
| Guardia       | Ed Budde (Kansas City Chiefs)      | No            | Bob Talamini (Houston Oilers, New York Jets)                        | No            |
| Centro        | Jim Otto (Oakland Raiders)         | Sì            | Jon Morris (Boston Patriots)                                        | No            |

## Difesa
| Ruolo            | Prima squadra                                      | Hall of Fame? | Seconda squadra                                                  | Hall of Fame? |
| ---------------- | -------------------------------------------------- | ------------- | ---------------------------------------------------------------- | ------------- |
| Defensive end    | Jerry Mays (Kansas City Chiefs)                    | No            | Rich Jackson (Denver Broncos)                                    | No            |
| Defensive end    | Gerry Philbin (New York Jets)                      | No            | Ron McDole (Buffalo Bills, Houston Oilers)                       | No            |
| Defensive tackle | Tom Sestak (Buffalo Bills)                         | No            | Buck Buchanan (Kansas City Chiefs)                               | Sì            |
| Defensive tackle | Houston Antwine (Boston Patriots)                  | No            | Tom Keating (Oakland Raiders, Buffalo Bills)                     | No            |
| Linebacker       | Nick Buoniconti (Boston Patriots, Miami Dolphins)  | Sì            | Dan Conners (Oakland Raiders)                                    | No            |
| Linebacker       | Bobby Bell (Kansas City Chiefs)                    | Sì            | Larry Grantham (New York Jets)                                   | No            |
| Linebacker       | George Webster (Houston Oilers)                    | No            | Mike Stratton (Buffalo Bills)                                    | No            |
| Cornerback       | Willie Brown (Denver Broncos, Oakland Raiders)     | Sì            | Butch Byrd (Buffalo Bills)                                       | No            |
| Cornerback       | Dave Grayson (Kansas City Chiefs, Oakland Raiders) | No            | Miller Farr (Denver Broncos, San Diego Chargers, Houston Oilers) | No            |
| Safety           | Johnny Robinson (Kansas City Chiefs)               | No            | Goose Gonsoulin (Denver Broncos)                                 | No            |
| Safety           | George Saimes (Buffalo Bills)                      | No            | Kenny Graham (San Diego Chargers)                                | No            |

## Special team
| Ruolo  | Prima squadra                                   | Hall of Fame? | Seconda squadra                                                     | Hall of Fame? |
| ------ | ----------------------------------------------- | ------------- | ------------------------------------------------------------------- | ------------- |
| Kicker | George Blanda (Houston Oilers, Oakland Raiders) | Sì            | Jim Turner (New York Jets, Denver Broncos)                          | No            |
| Punter | Jerrel Wilson (Kansas City Chiefs)              | No            | Bob Scarpitto (San Diego Chargers, Denver Broncos, Boston Patriots) | No            |

## Allenatore
| Ruolo | Prima squadra               | Hall of Fame? | Seconda squadra                  | Hall of Fame? |
| ----- | --------------------------- | ------------- | -------------------------------- | ------------- |
| Coach | Weeb Ewbank (New York Jets) | Sì            | Sid Gillman (San Diego Chargers) | Sì            |